# Emirates Golf Club

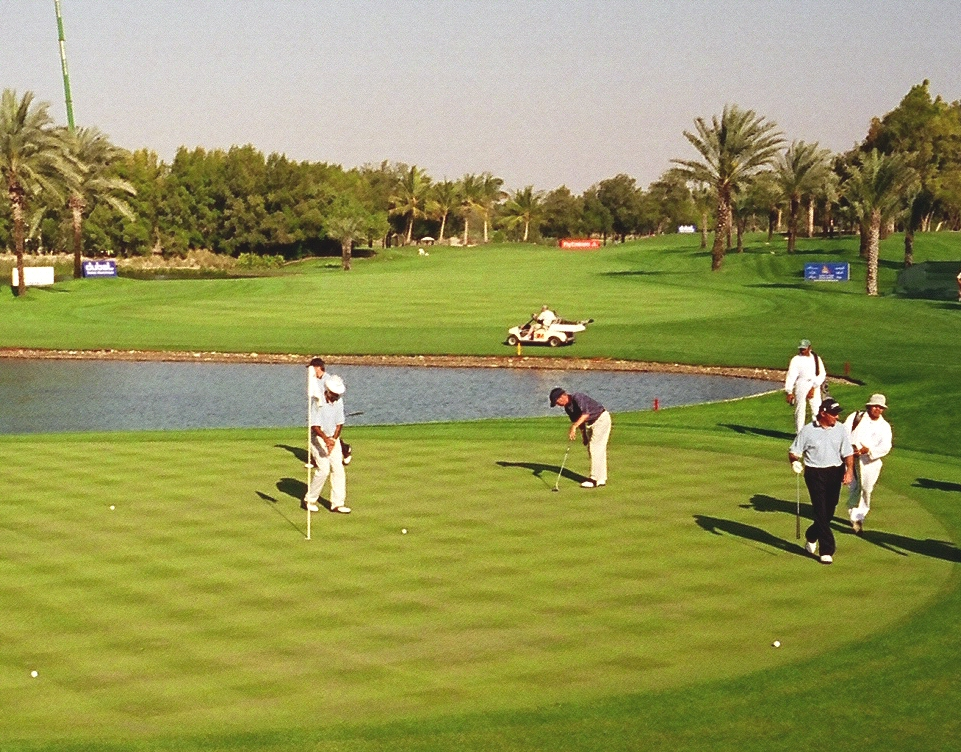
Green 18 in 2005

De Emirates Golf Club is de oudste golfbaan in Dubai.

## Geschiedenis
Te midden van de woestijn werd in 1988 de Majlis golfbaan aangelegd door de golfbaanarchitect Karl Litten uit Florida. Omdat het de enige golfbaan was, werd hij meestal kortweg de 'Emiraten' genoemd. Een out-of-bounds geslagen bal lag in de woestijn, maar de baan zelf deed niet vermoeden dat er tekort aan water was. Voor de 18e green ligt zelfs een meer met een hoge fontein. Het uitzicht vanaf de baan is in de jaren sterk veranderd vanwege de bouw van vele wolkenkrabbers in Dubai.
De club heeft nu een tweede 18 holesbaan, ontworpen door Nick Faldo en een 9-holes par3 baan.

## De club
Behalve een mooie baan heeft Majlis een clubhuis in de vorm van een bedoeïenentent, omringd door een marmeren rand waarin het zonlicht weerkaatst. Sjeik Mohammed bin Rasjid Al Maktoem heeft een eigen 'tent' te midden van de baan, om zijn privégasten te ontvangen. De club heeft strikte kledingvoorschriften: de spelers mogen een bermuda dragen, maar de heren moeten dan lange sokken dragen. 

## Dubai Desert Classic
Eind januari 1989 werd voor het eerst de Dubai Desert Classic van de Europese PGA Tour op de Emirates GC verwelkomd. Dit heeft grote bekendheid aan de club en aan golf in de Emiraten gegeven. Met uitzondering van 1999 en 2000 werd dit toernooi op deze baan gespeeld. 